# Wargasm (groupe)
Pour les articles homonymes, voir Wargasm.
Wargasm (stylisé WARGASM, aussi appelé Wargasm UK) est un groupe britannique de nu metal, originaire de Londres.

## Histoire
À la fin des années 2010, les deux membres du groupe se rencontrent lors d'un concert. Milkie Way travaille comme photographe et prend des photos du concert du groupe de Sam Matlock de l'époque, Dead! Lorsque le groupe se sépare en 2018, Matlock contacte Way, qui travaillait à l'époque comme mannequin à Tokyo. Peu de temps après, tous deux forment le groupe Wargasm, qui tire son nom d'une chanson du groupe L7. En août 2019, le groupe sort son premier single, Post Modern Rhapsody. De nombreux autres singles suivent, dont la chanson Gods of War est utilisée pour l'événement de catch de la WWE NXT UK. Wargasm se produit en tant que groupe live lors des Heavy Music Awards 2020. Le livestream sur Twitch est ensuite suspendu pendant trois jours après que les mamelons de la bassiste Milkie Way aient été visibles.
En 2021, Wargasm joue dans des festivals comme le Bloodstock Open Air, le Download Festival, les Reading and Leeds Festivals et le Slam Dunk Festival. En outre, le groupe est récompensé aux Heavy Music Awards dans la catégorie Best UK Breakthrough Band. Début 2022, Wargasm joue d'abord avec Trash Boat en première partie d'Enter Shikari, puis avec Higher Power en première partie de Neck Deep au Royaume-Uni. Au printemps 2022, Wargasm fait sa première tournée aux États-Unis en première partie de Limp Bizkit. Il participe ensuite aux festivals d'été Copenhell, Download Festival, Louder than Life, Riot Fest ainsi qu'au Malta Weekender organisé par le groupe Bring Me the Horizon. Lors des Kerrang! Awards, Wargasm reçoit le New Noise Award.
Le 7 septembre 2022, le groupe sort l'EP Explicit : The Mixxxtape. Au printemps 2023, Wargasm joue avec Blackgold en première partie de la tournée européenne de Limp Bizkit. La chanson The Void Stares Back, enregistrée avec Enter Shikari, est élue meilleur single aux Heavy Music Awards 2023. En été 2023, Wargasm joue au Slam Dunk Festival et à Welcome to Rockville. Le 27 octobre 2023, leur premier album Venom sort et atteint la 88e place du classement des albums britanniques. Sur la chanson Bang Ya Head, on peut entendre Fred Durst (du groupe Limp Bizkit) comme chanteur invité. Venom est nommé aux Heavy Music Awards 2024 dans la catégorie Best Breakthrough Album, mais le prix est attribué à Graphic Nature.

## Style musical
James Christopher Monger d'AllMusic décrit le style musical de Wargasm comme un duo d'electropunk « impertinent et stylé ». Leur « mélange cinétique » de nu metal, post-hardcore, EDM et hip-hop évoque Poppy par Limp Bizkit. Le style musical de Wargasm est qualifié par les critiques d'electropunk, de nu metal et de post-hardcore. Emma Madden du magazine en ligne Revolver décrit leur style musical comme « un mélange d'ingrédients apparemment opposés et contradictoires qui fonctionne réellement ». Ils mélangent leur nu metal avec « de la pop insouciante et l'ethos du riot grrrl ». Wargasm cite des groupes comme L7, Limp Bizkit, Loathe, SHVPES et Poppy comme influences.
Le magazine en ligne Revolver classe Wargasm parmi les dix groupes qui mènent la nouvelle vague du nu metal, aux côtés de City Morgue, Code Orange, Loathe, Nova Twins, Orthodox, Spiritbox, Tallah, Tetrarch et Vended. 

## Discographie

### Albums studio
- 2023 : Venom

### EP
- 2022 : Explicit: The Mixxxtape

### Clips
- 2020 : Lapdance
- 2020 : Spit
- 2020 : Backyard Bastard
- 2020 : Rage All Over
- 2021 : Your Patron Saints
- 2021 : Pyro Pyro
- 2021 : Salma Hayek
- 2022 : Drildo
- 2022 : Fukstar
- 2022 : Super Fiend
- 2023 : Do It So Good
- 2023 : Bang Ya Head (feat. Fred Durst)
- 2023 : Modern Love
- 2024 : 70% Dead (feat. Corey Taylor)

### Sous Gastmusiker
- 2022 : The Void Stares Back (Enter Shikari feat. Wargasm)
- 2023 : Molotov (Ho99o9 feat. Wargasm)
- 2024 : God Speed (Crossfaith feat. Wargasm)
- 2024 : Hedonist (Recharged) (Bad Omens feat. Wargasm)
- 2024 :  Girls Gone Wild (Scene Queen feat. Wargasm)